# Majdan Osowski
Majdan Osowski – część wsi Osowa-Kolonia w Polsce, położona w województwie lubelskim, w powiecie lubelskim, w gminie Bychawa.
W latach 1975–1998 Majdan Osowski należał administracyjnie do ówczesnego województwa lubelskiego.